# Алікорто рудочеревий
Аліко́рто рудочеревий (Brachypteryx hyperythra) — вид горобцеподібних птахів родини мухоловкових (Muscicapidae). Мешкає в горах на схід від Гімалаїв.

## Опис
Довжина птаха становить 12-13 см. Виду притаманний статевий диморфізм. У самців верхня частина тіла темно-сиза, обличчя чорне, над очима короткі білі "брови". Хвіст і крила короткі. Нижня частина тіла яскраво-руда. Дзьоб чорний, лапи довгі, рожеві. У самиць верхня частина тіла сірувато-коричнева, обличчя темно-коричневе. Горло руде, боки рудувато-коричневі, живіт рудуватий. Дзьоб біля основи блідий.

## Поширення і екологія
Рудочереві алікорто мешкають в горах Індії (в штатах Західний Бенгал, Сіккім, Ассам, Аруначал-Прадеш, і, можливо, Нагаленд), північної М'янми і південного заходу провінції Юньнань (Китай). Можливо, вони зустрічаються також в Бутані, Непалі і південно-східному Тибеті. Рудочереві алікорто живуть у вологих гірських тропічних лісах і чагарникових заростях. Зустрічаються переважно на висоті від 1800 до 3000 м над рівнем моря. Взимку, імовірно, мігрують в долини.

## Збереження
МСОП класифікує стан збереження цього виду як близький до загрозливого. Через малодослідженність цього виду склодно оцінити загальну популяцію рудочеревих алікорто. Їм може загрожувати знищення природного середовища.